# べにりあ (2代)
べにりあ (VENILIA) は、川崎近海汽船（シルバーフェリー）が運航していたフェリー。船名はローマ神話に登場する、海の妖精の名から命名されている。

## 概要
東日本フェリーの室蘭港-八戸港の航路に就航し、その後2006年3月に同航路の撤退に伴い苫小牧港-八戸港の航路に転属。同年11月に東日本フェリーが同航路から撤退したことに伴い、共同運航相手の川崎近海汽船がリースを受ける形で引き続き同航路で運航を続けていたが、新造船「シルバーブリーズ」就航に伴い、2021年6月6日朝便を以て引退。その後は函館港西埠頭にて係船された後、「VOYAGE EXPRESS」としてインドに売却された。

## 設備
旅客設備は高齢者や身体障害者に配慮する形で出入り口に段差をなくす等し、客室の構成は一等船室と二等船室の2クラスに加えドライバーズルームのみ。食堂は自動販売機によるオートレストランになっているほか、浴室自体も同航路の他船と比べて小さい。これら設備は全てB甲板上に集約されている。
また、ランプを4つ備え荷役の効率化が図られている。
往路では苫小牧港を早朝に出港して八戸に午後到着、復路では八戸港を夕刻に出港して苫小牧に深夜到着のダイヤで組まれていた。この時間帯は貨物自動車（トレーラー）の利用が主体であり、一般客の利用は極めて少ない。このため、接客施設の簡素化が図られている同船が充当されていたと考えられる。
全長・船型は本船の竣工前年から八戸～苫小牧間に就航している川崎近海汽船所有のシルバークイーン (3代)に類似しており、準同型船ともいえる。
客室
- 一等和洋室（2室）
- 一等洋室（9室）
- 二等和室（8室）
- ドライバーズルーム（4室）

公室
- オートレストラン「レインボーホール」
- 浴室
- 案内所・売店
- ドライバー娯楽室
- ドライバー浴室

## 事故・インシデント

### 東日本大震災による緊急避難
2011年3月11日、八戸港フェリー岸壁に接岸中に東北地方太平洋沖地震に遭遇した本船は、乗客は全員下船済みで荷役作業、給油作業および船内清掃が行われていたが、作業を中止して15時0分に緊急離桟、沖合に避難して難を逃れた。シルバーフェリーで運航中の船舶4隻のうち、発災時に接岸中であったのは本船のみであった。一方で、八戸港旅客ターミナルは津波により1階天井まで冠水する被害を受けた。八戸港の防波堤なども損壊し、航路は運休となり、3月22日から青森港発着で臨時運航を開始、7月10日に八戸港発着を再開した。